# Hans Wolfgang Levi
Hans Wolfgang Levi (* 28. August 1924 in Berlin; † 9. März 2017) war ein deutscher Kernchemiker.

## Leben
Hans Wolfgang Levi wurde am 28. August 1924 in Berlin geboren. Er studierte an der Technischen Hochschule Berlin und war ab 1973 wissenschaftlich-technischer Geschäftsführer des Hahn-Meitner-Instituts. Von 1976 bis 1981 war er Vorsitzender der Kerntechnischen Gesellschaft und wurde 1988 zu deren Ehrenmitglied ernannt. Er leitete von 1981 bis 1990 das GSF-Forschungszentrum und prägte dessen Entwicklung und die Ausrichtung des Zentrums auf die Gesundheitsforschung. 1990 wurde er mit dem Verdienstkreuz 1. Klasse des Bundesverdienstkreuzes geehrt. Levi starb am 9. März 2017 im Alter von 92 Jahren.

## Werke
- Über die Konstitution des Tl2SO2. 1955.
- Manson Benedict, Thomas H. Pigford, Hans Wolfgang Levi: Nuclear Chemical Engineering (= McGraw-Hill Series in nuclear engineering). 2. Auflage. McGraw-Hill, New York 1981, ISBN 978-0-07-004531-6 (archive.org).
- H. W. Levi: Grenzwerte – warum, wozu, woher? 1996.